# .is
.is je vrhovna internetska domena (country code top-level domain - ccTLD) za Island. Domenom upravlja ISNIC.

## Vanjske poveznice
- IANA .is whois informacija  Arhivirana inačica izvorne stranice od 19. travnja 2006. (Wayback Machine)